# Pachycerianthus maua
Pachycerianthus maua is een Cerianthariasoort uit de familie van de Cerianthidae. De wetenschappelijke naam van de soort is voor het eerst geldig gepubliceerd in 1900 door Carlgren.